# 惠普尔指数
惠普尔指数（Whipple's index）是用于估算人口普查或其他调查中年龄或出生日期准确程度的指数。在各种调查中，人们所报告的年龄或出生日期常会受文化环境所影响，如将年龄报低以显得更年轻，或报告一个在其文化中被认为更幸运的出生日期。
该指数由美国人口学家乔治·C·惠普尔（George Chandler Whipple）发明，能够检测年龄数据中是否存在因数字偏好或舍入而引起的在一些特定年龄上的系统性数据集中。通常出现数据集中的为以0或5结尾的年龄。
该指数的计算方法为：先得到所有年龄为23至62岁的人群中年龄以0或5结尾的人数，除以该年龄段的人口总数，然后再将结果乘以5。将指数以百分数表示，其范围为100（对0或5结尾的年龄无偏好）至500（所有人的年龄都以0或5结尾）。
联合国推荐的惠普尔指数标准为：
| 惠普尔指数 | 数据质量   | 与理想数据的偏差 |
| ---------- | ---------- | ---------------- |
| < 105      | 非常准确   | < 5%             |
| 105–110    | 相对准确   | 5–9.99%          |
| 110–125    | 一般       | 10–24.99%        |
| 125–175    | 不准确     | 25–74.99%        |
| > 175      | 非常不准确 | ≥ 75%            |